# System waluty złotej

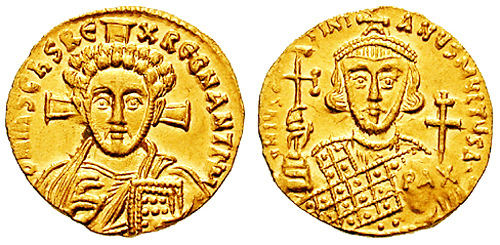
Solid cesarza Justyniana II Rhinotmetosa

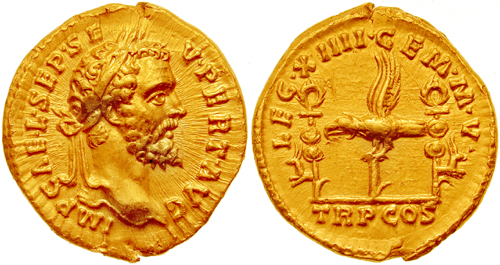
Aureus cesarza Septymiusza Sewera

Dochód na głowę w dolarach z 1996 z uwzględnieniem parytetu siły nabywczej. Trójkąty oznaczają momenty odejścia od standardów złota.

System waluty złotej (parytet złota, standard złota, ang. gold standard) – pierwszy międzynarodowy system walutowy, w którym standardowa jednostka pieniądza jest odpowiednikiem wartości określonej wagi złota oraz w którym emitenci pieniądza gwarantują, pod określonymi warunkami, wymianę wydanych pieniędzy za złoto o tej wadze.
Wykształcił się pod koniec XIX w. i funkcjonował do wybuchu I wojny światowej. W porównaniu z innymi systemami pieniężnymi charakteryzuje go duża stabilność w obiegu wewnętrznym i międzynarodowym, wyrażająca się w stosunkowo niewielkich wahaniach cen, powodowanych głównie odpływem dużych ilości kruszcu lub odkryciem nowych złóż. Duża stabilność stwarzała poczucie pewności działania podmiotom gospodarczym. Ułatwiał on wymianę międzynarodową, wyrównywanie bilansów i stosunki kredytowe.

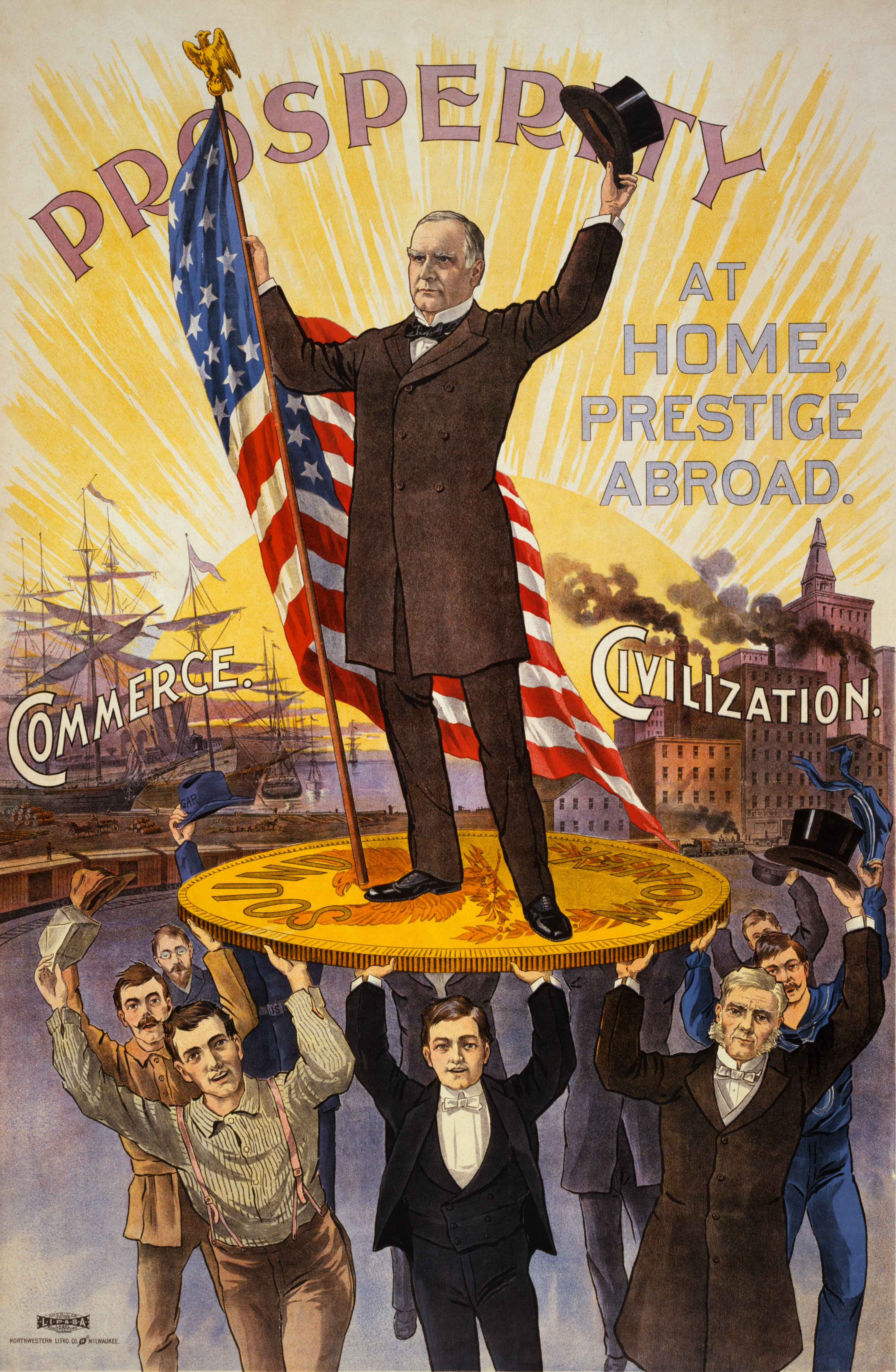
Plakat kampanijny przedstawiający Williama McKinleya trzymającego amerykańską flagę i stojącego na złotej monecie

Standard złota, jako sztywny kurs walutowy, utrudnia buforowanie zmian konkurencyjności krajów. Standard złota przedłużył i pogłębił wielki kryzys. Kraje, które odeszły od standardu złota i zdewaluowały swoje waluty w 1931, miały wyraźnie wyższą produkcję przemysłową w 1934 niż w 1929 – w ostatnim roku przed kryzysem. Kraje złotego bloku miały produkcję przemysłową niższą o 22% niż przed kryzysem. W 1936 różnica ta wynosiła 41 punktów procentowych odpowiednio 127% poziomu z 1929 w krajach po dewaluacji w 1931 i 86% w krajach złotego bloku. Kraje, które porzuciły wymienialność na złoto mogły prowadzić  ekspansywną politykę monetarną i fiskalną, w sytuacji kryzysu bez niebezpieczeństwa inflacji, zwiększający popyt krajowy uruchamiający niewykorzystywane w kryzysie moce produkcyjne.

## Zasady systemu waluty złotej
Złoto pełni funkcję pieniądza narodowego i światowego, jest miernikiem porównawczym walut.
Jednostka pieniężna każdego kraju ma ściśle ustalony parytet złota, który określa jej wartość w jednostkach wagowych czystego kruszcu. Kursy walutowe oznaczają relację parytetu złota jednostki pieniężnej jednego kraju do parytetu złota jednostki pieniężnej drugiego kraju. Jest to tzw. system per values, czyli system stałych kursów parytetowych.
Granice dopuszczalnych odchyleń rynkowych kursów walutowych wynoszą ok. ±1%. Wyznaczają je koszty przywozu lub wywozu złota związane z płatnościami zagranicznymi. Są to tzw. punkty złote.
Istnieje wolność bicia monet z kruszcu i przetapiania monet złotych na kruszec. Nie ma żadnych ograniczeń w zakresie wywozu lub przywozu kruszcu do kraju. Substytutem pieniądza kruszcowego w obiegu krajowym są banknoty. Są one wymienialne na złoto zgodnie z parytetem. Nie są one jednak tzw. pieniądzem ostatecznym.
Funkcje waluty złotej
- miernik wartości – umożliwiała ustalanie cen na rynkach światowych;
- środek płatniczy – umożliwiała dokonywanie bez żadnych zastrzeżeń rozliczeń międzynarodowych;
- środek gromadzenia rezerw;
- środek cyrkulacji – umożliwiała dokonywanie rozliczeń między osobami fizycznymi.

## Cechy charakterystyczne
Jednostki pieniężne wszystkich państw są określone na takich samych podstawach – zawartości w nich złota – dlatego też ich wartości relatywne można wyznaczyć przez podzielenie odpowiednich zawartości złota. Współczynnik ten, nazywany parytetem, jest abstrakcyjną ceną relatywną (relatywną ceną referencyjną).
Cechą charakterystyczną systemu waluty złotej jest to, że wahania wokół parytetu są ze swej natury bardzo ograniczone. Powód tego jest następujący: aby dokonać płatności w walucie obcej, można zakupić ją we własnym kraju i wysłać do kraju docelowego lub też kupić złoto, przesłać za granicę, gdzie zostanie ono zamienione na walutę obcą. Oznacza to, że kurs walutowy (w tym przypadku cena waluty obcej wyrażona w jednostkach waluty krajowej) nie może przekroczyć tzw. punktu złota, który jest równy sumie parytetu i kosztów przesłania złota (transportu, ubezpieczenia i utraconego oprocentowania, związanego z faktem, że kapitał reprezentowany przez przesyłane złoto nie dostarcza dochodu w czasie, gdy jest transportowany). Powyżej wartości punktu złota zamiast kupować walutę obcą na rynku walutowym, korzystniej jest wymieniać walutę krajową na złoto, wysyłać je za granicę i tam wymienić je na pożądaną walutę obcą. I odwrotnie, gdy kurs walutowy spadnie poniżej punktu złota, korzystniejszym rozwiązaniem jest akceptacja płatności z zagranicy w walucie zagranicznej. Ponieważ koszty przesłania złota są zwykle małe w porównaniu z wartością przesyłanych dóbr, system waluty złotej był w gruncie rzeczy systemem stałych kursów walutowych.
Równowaga na rachunku obrotów bieżących w takim systemie jest zapewniona przez zmiany poziomu cen między państwami dotkniętymi nierównowagą, co odróżnia go od systemów, w których za równowagę odpowiedzialne są wahania kursów nominalnych.
Zmiany cen w państwach, które stosują system waluty złotej, są automatyczne o ile nie nastąpi wycofanie nadwyżek z rynku (sterylizacja). Nadwyżka bilansu płatniczego w państwie A oznacza, że jego zasób złota wzrośnie, prowadząc do wzrostu podaży pieniądza i, pod pewnymi warunkami, do wzrostu cen. Przeciwny proces dokona się w państwie B. Ograniczy to eksport z państwa A i zwiększy jego import, przywracając tym samym równowagę. Ten mechanizm automatycznego dostosowania jest nazywany mechanizmem dostosowań cenowo-kruszcowych.
Jego zastosowanie wiąże się z tym, że prymat w systemie waluty złotej odgrywała równowaga bilansu płatniczego, która miała pociągać za sobą równowagę wewnętrzną. Z równowagą zewnętrzną związane są pojęcia fazy inflacyjnej oraz fazy deflacyjnej.
W kraju, w którym występował ujemny bilans płatniczy, musiało dojść do jego wyrównania poprzez transport odpowiedniej ilości złota do kraju, skąd importowano towary. Ponieważ ilość pieniądza w obiegu była uzależniana od ilości złota, bank centralny państwa, w którym doszło do zmniejszenia ilości złota, musiał zmniejszyć emisję pieniądza. Implikowało to wzrost stopy dyskontowej, a co za tym idzie – wzrost stopy procentowej. Aktywność gospodarcza przedsiębiorców wobec droższych kredytów malała, liczba inwestycji kurczyła się, spadała produkcja, malało zatrudnienie. Spadek dochodów gospodarstw domowych wywoływał spadek konsumpcji i popytu, który w warunkach wolnego handlu i wolnej konkurencji doprowadzał do spadku cen i deflacji. Opisany stan nazywał się fazą deflacyjną. W jego wyniku przedsiębiorcy szukali miejsc zbytu swoich towarów za granicą, zaś malejąca konsumpcja przyczyniała się do spadku importu, a więc rósł eksport, a malał import.
W tym samym czasie, gdy w jednym kraju występowała faza deflacyjna, w innym, w którym występował dodatni bilans handlowy, dochodziło do fazy inflacyjnej. Napływ złota umożliwiał bankowi centralnemu emisję pieniądza i obniżenie stopy dyskontowej. Banki komercyjne obniżały stopę procentową, co wzmagało aktywność gospodarczą przedsiębiorców, zwiększało zatrudnienie i produkcję, rosła konsumpcja i popyt, a co za tym idzie – inflacja. Rosnąca konsumpcja przyczyniała się zarówno do wzrostu popytu na towary krajowe, jak i importowane.
Jeśli gospodarka całego świata rosła, rosło również zapotrzebowanie na pieniądze, a ponieważ nie rosła ich ilość w obiegu, ceny innych towarów i surowców poza złotem spadały (deflacja). Rosła więc motywacja do wydobywania złota. Proces ten zachodził jednak bardzo powoli, dopiero po 20 latach deflacji w latach 1873-1896 odkrycie złota w Klondike i innych miejscach sprawiło, że pojawiły się większe zasoby złota. Sprawiło to, że cena złota zaczęła spadać, a więc wzrosła inflacja. Ekonomiści krytyczni wobec parytetu zwracali uwagę, że odkrywanie złóż złota ma charakter losowy, zależy od szczęścia, przez co losy gospodarki są uzależnione od przypadku.

## Historia

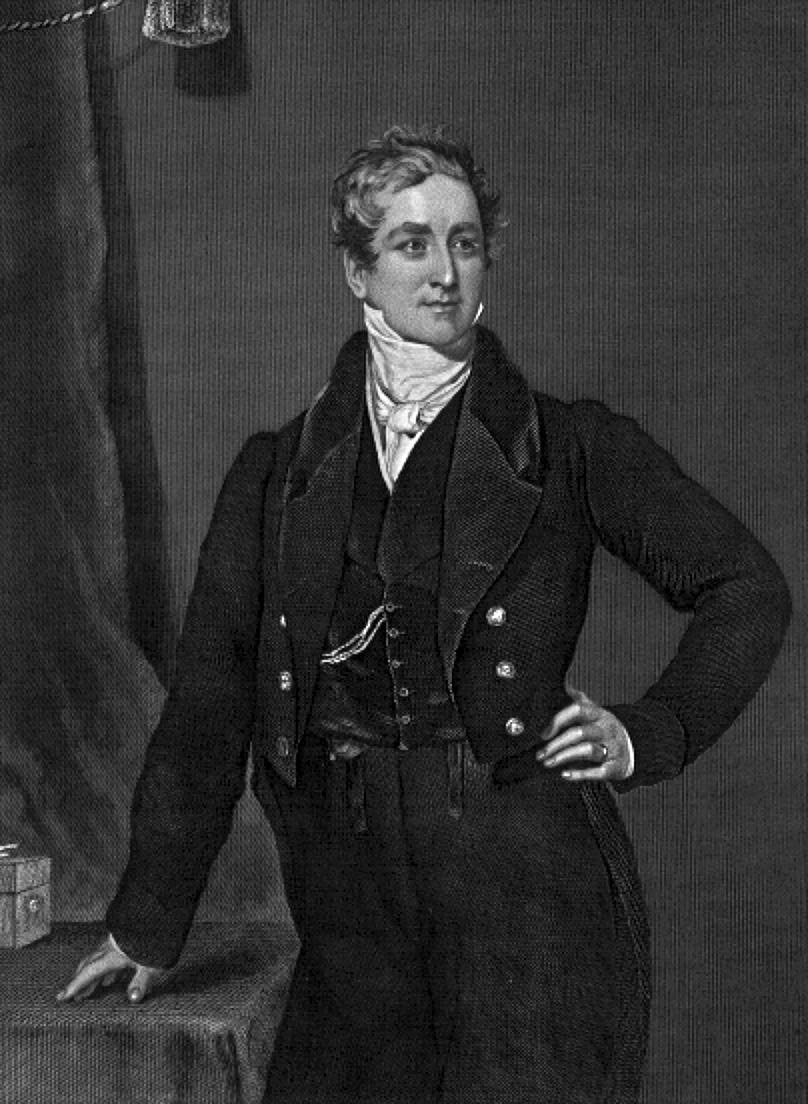
Robert Peel, premier Wielkiej Brytanii w czasie wykształcenia się systemu waluty złotej

Chociaż złoto odgrywało istotną rolę płatniczą od czasów starożytnych, to jednak większość krajów opierała swoje waluty na srebrze, lub na srebrze i złocie. Podstawy systemu waluty złotej zostały stworzone w Wielkiej Brytanii w roku 1844 (Ustawa Bankowa z 1844, zwana także aktem Peela, od nazwiska ówczesnego premiera sir Roberta Peela). Wtedy to Bank Anglii został zobowiązany do wykupywania swoich banknotów za złoto oraz uchylono restrykcje w przetapianiu monet i przesyłaniu złota.
Wstępem do standardu złota w Anglii było przyjęcie standardu monety złotej (gold specie standard) w 1821 roku, kiedy to na żądanie było możliwe wymienianie pieniądza papierowego na złotego suwerena emitowanego przez Royal Mint w Tower Hill od 1816 roku. Początkowo niewiele krajów poszło śladem Wielkiej Brytanii, obawiano się bowiem, że odkrycie nowych złóż złota doprowadzi do spadku ceny złota i w ten sposób spowoduje inflacje.
W późniejszym okresie, między rokiem 1870 a rokiem 1880, system waluty złotej został przyjęty przez dużą liczbę państw. System był korzystny dla krajów europejskich, które potrzebowały stabilnego systemu wymiany. Niemcy przyjęły parytet złota w 1871 roku po wygranej wojnie z Francją. Podobne decyzje podejmowały inne kraje europejskie. W 1879 roku parytet przywróciły Stany Zjednoczone, wkrótce uczyniły to również Japonia i inne kraje azjatyckie. Na początku XX wieku większość świata przyjęła parytet, wyjątkami były Chiny, Persja i niektóre kraje Ameryki Południowej.
Wybuch I wojny światowej w 1914 roku i wzrost wydatków rządowych finansowanych za pomocą emisji pieniądza fiducjarnego spowodował trudności z utrzymaniem wymienialności walut. W wyniku tego prawie wszystkie państwa porzuciły system waluty złotej. Powrócono do niego na kilka lat w okresie międzywojennym. Próba ta podjęta przez Wielką Brytanię odniosłaby prawdopodobnie większy sukces, gdyby nie ustalenie zawartości złota w funcie na zbyt wysokim poziomie oraz gdyby nie wystąpiły niekorzystne wydarzenia zewnętrzne. Podjęto bowiem decyzję, aby funt zawierał tę samą ilość złota co przed wojną, co w warunkach wzrostu ilości waluty w obiegu i wyższego poziomu cen oznaczało restrykcyjną politykę monetarną oraz ogólny spadek cen i płac. Doprowadziło to z kolei do spadku produkcji oraz zatrudnienia, na które nałożyły się niekorzystne wydarzenia zewnętrzne, a w szczególności trwający od 1929 roku światowy kryzys gospodarczy. W tych warunkach utrzymanie systemu waluty złotej przez Wielką Brytanię okazało się niemożliwe i zaowocowało dewaluacją funta we wrześniu 1931 roku. Proces zastąpienia złota innymi formami pieniądza rozpoczął się na początku XX w. i nazwany został demonetaryzacją lub też ekonomizacją złota.
Całkowita jego likwidacja nastąpiła w czasie II wojny światowej, kiedy zawieszona została wymienialność banknotów na złoto.

## System waluty złotej dziś
Niektórzy ekonomiści, w tym część ekonomistów skupiona wokół szkoły austriackiej, są zwolennikami systemu waluty złotej i zgodnie z własną teorią pieniądza argumentują za jej wprowadzeniem. Podkreślają jego stabilność oraz automatyzm i przypisują tym cechom zasługę pobudzenia wzrostu gospodarczego osiągniętego przed rokiem 1914. Przeciwnicy tej teorii uważają, że wydarzenia te można wytłumaczyć serią innych korzystnych zdarzeń, które wystąpiły w tamtym okresie, a także rozważną polityką pieniężną banków centralnych i rozsądną polityką handlową.